# Gertalis Schohs
Gertalis Schohs (* 25. Juni 1926 in Köln; † 30. April 2015 in Koblenz) war eine deutsche Sportwissenschaftlerin und Hochschullehrerin.

## Leben
Schohs wuchs zunächst in Köln auf, ab 1930 war sie Mitglied der Kölner Turnerschaft von 1843 und nach dem Umzug nach Koblenz des TuS Niederberg. Sie war Turnerin und brachte sich in die Vereins- und Verbandsarbeit ein. Jugendwartin des TuS Niederberg war Schohs von 1948 bis 1954. Auf das Abitur folgte ein Studium an der Deutschen Sporthochschule Köln.
Von 1962 bis 1970 war sie beim Deutschen Turner-Bund Jugendwartin, im Turnverband Mittelrhein war Schohs Jugend-Turnwartin (1950 bis 1956), Jugendwartin (1958 bis 1964), von 1970 bis 1986 zweite Vorsitzende und von 1986 bis 1992 Vorsitzende. 1994 verlieh ihr der Turnverband Mittelrhein die Ehrenmitgliedschaft. Zwischen 1970 und 1990 gehörte Schohs dem Vorstand des Sportbundes Rheinland an (Auszeichnung mit der Goldenen Ehrennadel), im Jahr 2000 wurde sie Ehrenmitglied des Landessportbundes Rheinland-Pfalz, bei dem sie von 1988 bis 2000 den Ausschuss Frauen im Sport geleitet hatte und der nach ihr des Weiteren einen Preis benannte, der an Frauen im Sport vergeben wird.
Schohs wurde 1961 mit der Silbernen Ehrennadel des Deutschen Skiverbands, 1964 mit dem Ehrenbrief des Deutschen Turner-Bundes, 1973 vom Kultusministerium Rheinland-Pfalz mit der Urkunde für besondere Leistungen im Schulsport, 1982 mit der Friedrich-Ludwig-Jahn-Plakette des Deutschen Turner-Bundes, 1982 mit der Goldenen Ehrennadel des Sportbundes Rheinland, 1983 mit der Sportplakette des Landes Rheinland-Pfalz, 1990 mit der Ehrenurkunde des Deutschen Turner-Bundes, 1991 mit der Karl-Röschmann-Plakette und 1994 mit der Johann-Christoph-Salzmann-Ehrenplakette in Gold ausgezeichnet. Sie war Trägerin des Bundesverdienstkreuzes am Bande.
Als der Thüringer Turnverband nach dem Ende der Deutschen Demokratischen Republik gegründet wurde, war Schohs an der Aufbauarbeit erheblich beteiligt.
Schohs war an der Erziehungswissenschaftlichen Hochschule Rheinland-Pfalz als Hochschullehrerin (Dozentin, dann akademische Direktorin) tätig, von 1979 bis 1991 war sie an derselben Hochschule (ab 1990 Universität Koblenz-Landau) Professorin. Ab 1980 war sie Mitglied der Deutschen Vereinigung für Sportwissenschaft. Sie befasste sich in ihrer Forschungsarbeit insbesondere mit der Geschichte des Turnens.